# HGWP
HGWP – akronim od ang. Halocarbon Global Warming Potential, czyli Potencjał tworzenia efektu cieplarnianego – wprowadzony w celu określenia destrukcyjnego wpływu czynników chłodniczych na atmosferę. Został odniesiony do czynnika R11, dla którego HGWP=1.